# Czermin (wieś w powiecie kępińskim)
Czermin (cz. Čermin) – wieś w Polsce, położona w województwie wielkopolskim, w powiecie kępińskim, w gminie Bralin.
Osada została założona na surowym korzeniu przez osadników czeskich w okresie kolonizacji fryderycjańskich.
W latach 1975–1998 miejscowość należała administracyjnie do województwa kaliskiego.
Zobacz też: Czermin, Czerminek